# Parafia wojskowa św. Barbary w Gliwicach
Parafia wojskowa pw. Świętej Barbary w Gliwicach znajduje się w Dekanacie Wojsk Specjalnych Ordynariatu Polowego Wojska Polskiego (do roku 2012 parafia należała do Krakowskiego Dekanatu Wojskowego). Jej proboszczem jest ks. ppłk Krzysztof Smoleń. Obsługiwana przez księży kapelanów z Ordynariatu Polowego Wojska Polskiego. Erygowana 21 stycznia 1993. Obejmuje swą posługą wszystkich żołnierzy, pracowników wojska, emerytów wojskowych (oraz ich rodziny) Garnizonu Gliwice.